# La Catalana (Sant Adrià de Besòs)
|  | Aquest article tracta sobre un barri de Sant Adrià de Besòs. Vegeu-ne altres significats a «Catalana (desambiguació)». |

La Catalana, és un barri de Sant Adrià de Besòs (Barcelonès), situat a la dreta del Besòs, limitat per l'autovia C-31, la línia de tren del Maresme i el propi riu Besòs.
L'origen del barri es remunta l'any 1922, quan l'espai proper a la zona industrial de la Central tèrmica de la Catalana, es va urbanitzar amb casetes d'autoconstrucció proveïdes de planta baixa i hort. Tanmateix, segons el pla Cerdà, aquest espai de 300 hectàrees havia de constituir un immens parc a la riba dreta del riu. El barri va ser afectat pel pla comarcal del 1953, que el considerava zona verda i més endavant patí els aiguats del 1962. Aquests fets, sumat el caràcter precari de les construccions i l'aïllament respecte els nuclis de Sant Adrià del Besòs i Sant Martí de Provençals, facilitaren una ràpida degradació del barri. L'any 2003 es va començar un pla d'enderroc i reallotjament dels veïns en nous habitatges. L'any 2015 es va completar la primera fase de transformació, es va acabar el reallotjament dels veïns en nous blocs situats entre l'autovia i el carrer Cristòbal de Moura. El 2017 va començar fa la segona fase de transformació del barri, que comprèn la urbanització de la zona compresa entre Cristóbal de Moura i la Central tèrmica i la millora dels accessos entre el barri i Barcelona i la zona Fòrum.